# Günther Wonneberger
Günther Wonneberger (* 24. Juli 1926 in Maxen; † 9. August 2011 in Borthen) war ein deutscher Sporthistoriker der DDR. Er war Rektor der Deutschen Hochschule für Körperkultur und Sport in Leipzig (DHfK). 

## Leben
Wonneberger besuchte die Volksschule und wurde 1944 zum Kriegsdienst in die Wehrmacht eingezogen. Von Mai bis Juli 1945 war er in Kriegsgefangenschaft.
Nach seiner Entlassung arbeitete er als Landarbeiter und betätigte sich im antifaschistischen Jugendausschuss. Er wurde 1946 Mitglied der SED und besuchte 1946/47 die Vorstudienanstalt in Dresden. Wonneberger kam aus der Naturfreunde-Bewegung, lief erst 400 Meter Hürden und spielte dann Basketball. Von 1947 bis 1950 studierte er Geschichte, Kulturgeschichte und Philosophie an der Universität Leipzig. Anschließend nahm er eine Lehrtätigkeit an der DHfK in Leipzig auf. Am 20. März 1952 wurde er mit Georg Buschner, Erich Riedeberger u. a. durch den Leiter des Deutschen Sportausschusses, Fred Müller, in den Wissenschaftlichen Rat für Körperkultur berufen.
Wonneberger erhielt mit Lothar Skorning und anderen den Auftrag, die Geschichte der Körperkultur unter sozialistischen Gesichtspunkten zu erarbeiten, damit in der DDR nicht länger die Bücher von Carl Diem und Edmund Neuendorff verwendet werden mussten. Dies war die Grundlage seiner Promotion zum Dr. phil. (1957). Daraufhin wurde er zunächst zum Dozenten, nach seiner Habilitation 1967 zum Professor für Sportgeschichte an der DHfK ernannt, was er bis zu seiner Emeritierung im Jahre 1991 blieb. 1981 erhielt er die Auszeichnung Verdienter Hochschullehrer der DDR. Von 1967 bis 1972 war er Rektor der DHfK und hatte in dieser Funktion auch Kontakte mit dem Ministerium für Staatssicherheit. Gleichzeitig war er Mitglied des Präsidiums des Bundesvorstandes des Deutschen Turn- und Sportbundes (DTSB).
1967 war er Gründungsmitglied und 1971 der zweite gewählte Präsident des International Committee on Sports History (ICOSH) und wurde zweimal wiedergewählt, sodass er dieses Amt bis 1982 innehatte und in dieser Eigenschaft Mitglied des Weltrates für Leibeserziehung der UNESCO war. 1989 wurde er nach der Vereinigung der Sporthistoriker noch einmal für zwei Jahre zum Vizepräsidenten der neuen alleinigen International Society for the History of Physical Education and Sport (ISHPES) gewählt. Nach der deutschen Einheit arbeitete er an einem vom Bundesinstitut für Sportwissenschaft in Auftrag gegebenen Forschungsprojekt der Georg-August-Universität Göttingen  zusammen mit Wolfgang Buss und Arnd Krüger daran, die Sportgeschichte der SBZ und der DDR zwischen 1945 und 1965 wissenschaftlich zu erfassen und zu dokumentieren. Nach seinem Ruhestand griff er seine frühe Bergwanderleidenschaft wieder auf und durchwanderte u. a. den Kaukasus.

## Auszeichnungen
- 1963 GutsMuths-Preis II. Klasse und 1969 I. Klasse
- 1968 Friedrich-Ludwig-Jahn-Medaille

## Schriften (Auswahl)
- Deutsche Arbeitersportler gegen Faschisten und Militaristen 1929–1933. Zur historischen Bedeutung des revolutionären Arbeitersports. Sportverlag, Berlin 1959.
- Die Körperkultur in Deutschland von 1945 bis 1960. (= Geschichte der Körperkultur in Deutschland. Bd. 4). Sportverlag, Berlin 1967.
- Geschichte des DDR-Sports. (Koautoren: Helmut Westphal, Gerhard Oehmigen, Joachim Fiebelkorn, Hans Simon, Lothar Skorning), Spotless Verlag, Berlin 2002, ISBN 3933544580
- Deutsche Hochschule für Körperkultur Leipzig 1950 - 1990. Entwicklung, Funktion, Arbeitsweise. (Hrsg. Günther Wonneberger; Koautoren: Gerhard Lehmann, Lothar Kalb, Norbert Rogalski, Detlev Schröter), Meyer & Meyer, Aachen 2007, ISBN 978-3-89899-286-2